# Vicent Salvador i Liern
Vicent Salvador i Liern   (Paterna, 1 de gener de 1951 - València, 24 de gener de 2023) fou un poeta, assagista i filòleg valencià.

## Biografia
Fou catedràtic de filologia catalana i professor emèrit a la Universitat Jaume I i membre de la junta directiva de l'Institut Interuniversitari de Filologia Valenciana. Era membre de l'AELC i de l'AILLC i havia col·laborat a la revista L'Espill, de la qual va ser director adjunt.

## Obres[4]
Entre els seus temes de recerca preferents de la llengua catalana n'hi ha de les obres de Joan Fuster i Vicent Andrés Estellés sobretot, però també de Pere Calders, Salvador Espriu, Manuel Garcia i Grau, Josep M. Llompart, Maria-Mercè Marçal, Miquel Martí i Pol, Carmelina Sánchez-Cutillas i Enric Valor.

### Poesia
- Argiles (1980)
- Ritual de cendra (1981)
- Calabruix (1985) (Premi Ausiàs March de Poesia, 1984)
- Mercat de la sal (1993) (Premi Octubre-Vicent Andrés Estellés de poesia, 1992)

### Estudis literaris
- Una aproximació a Vicent Andrés Estellés (1981; 1993). Conjuntament amb Jaume Pérez Montaner.
- El gest poètic: cap a una teoria del poema (1984)
- Invitació a la literatura catalana (1987). Conjuntament amb Vicent Escrivà.
- La frontera literària. (1988).
- Elements de lingüística per al discurs literari (1994). Conjuntament amb Dominique Maingueneau.
- Fuster o l'estratègia del centaure. Per a una anàlisi del discurs fusterià (Edicions del Bullent, 1994).
- Poesia, ciutat oberta: incursions en el discurs poètic contemporani (2000).
- Els arxius del discurs. Episodis valencians d'història social de la llengua i la literatura (2001).
- L'ensenyament del discurs escrit (2008). Conjuntament amb Isabel Ríos.
- Figures i esbossos. Estudis sobre literatura valenciana contemporània (2013).

## Premis[3]
- Premi Ciutat de València-Jordi de Sant Jordi de poesia (1981): Ritual de cendra.
- Premi Ausiàs March de poesia de Gandia (1984): Calabruix.
- Premi València d'assaig (1984): El gest poètic: cap a una teoria del poema.
- Premi Octubre-Vicent Andrés Estellés (1992): Mercat de la sal.
- Premi de la Crítica dels Escriptors Valencians d'assaig (2013): Figures i esbossos. Estudis sobre literatura valenciana contemporània.